# Al-Safadi
Jalil ibn Aibek al-Safadi (hacia 1296-23 de julio de 1363) fue un escritor e historiador mameluco. Una de sus obras más famosas, la Invención de lo Absurdo (Ikhtirā' al-Khurā'), se burla de la pedantería escolástica, encajando en una larga y gloriosa historia de parodias en árabe. También escribió un diccionario biográfico llamado Kitab Al-Wafi Bi-Al-Wafayat. En sus biografías de los ciegos (Nakt al-Humyān fī Nukat al-Umyān), al-Safadi discute las causas de la ceguera.